# Angiola Zilli
Angiola Zilli (Piacenza, 28 dicembre 1929 – Piacenza, 13 maggio 2017) è stata una politica italiana.

## Biografia
Insegnante e preside a Piacenza, è stata una delle prime donne della Lega Nord a diventare parlamentare: venne infatti eletta al Senato della Repubblica nel 1992. 
Ottenne la rielezione alle elezioni politiche del 1994, stavolta alla Camera dei deputati, ma si dimise dopo due mesi. Dallo stesso anno, e fino al 1998, è stata consigliera comunale della Lega a Piacenza.
Muore a 87 anni nel maggio del 2017.